# Хозроје II
Хозроје II (владао 590/91 — 628), син Хормизда IV и унук Хозроја I, је био сасанидски шаханшах. После очевог убиства постављен је за шаха, али је његову власт узурпирао Бахрам VI, присиливши га да избегне у Византију. Цар Маврикије га је подржао у борби против узурпатора, по цену извесних територијалних уступака. По убиству Маврикијевом, Хозроје је објавио рат Византији, иступајући као осветник убијеног цара. За време његове владавине Персија је доживела свој зенит, који, истина, није био дугог века. Убио га је син и наследник, Кавад II.

## Персија уочи ступања Хозројана сцену
Хозроје I (ум. 579), деда Хозроја II, раскинуо је мировни уговор из 562. године склопљен још са византијским царем Јусинијаном. Разлог томе јесте одбијање Јустина II да плаћа данак персијском цару. Године 572. избио је жесток и дуготрајан рат. Хозроје I је напао Јерменију, стратегијски и трговински важну земљу, запосео тврђаву Дару на реци Еуфрату и опустошио већи део Антиохије. Године 579. започети су мирновни преговори, који су, међутим, прекинути смрћу Хозроја I.
Син Хозроја I, Хормизд (или Ормизд) IV (ум. 590) није пристао да се одрекне плодова очевих освајања, тако да се рат наставио. Међутим, у исто време, царство се суочило и са другим непријатељима. Поједина арапска племена упала су у доњи Ирак пљачкајући и палећи све пред собом. Било на подстрек Византинаца или чисто ради плена, са истока су ударили Турци, продрвши у североисточне провинције царства. Способни и енергични персијски војсковођа, Бахрам Чобин (ум. 591?), супротставио се Турцима које је натерао да плаћају трибут и шаљу војне контингенте (588/9). Након тога, исти је послат на Кавказе да одбије навалу номада, по свему судећи Хазара. И ту је изгледа био успешан, упркос недостатку извора који би то потврдили. Најзад, свршивши ствари на истоку и северу, могао се супротставити Византијском царству. Међутим, претрпео је озбиљне поразе код Нисибиса (данашњи Нусајбин, југоисточна Турска) и на реци Аракс 589. г.
Цар, који је очигледно завидео свом популарном војсковођи, искористио је те поразе као изговор да га разреши дужности. Међутим, упркос поразима, Бахрам је и даље био довољно моћан да се постави на чело завере против цара. Његовим верним трупама придружила се војска из Месопотамије. Персија је запала у унутрашње немире. Цар је, истина, покушао да организује неки отпор, али без икаквог успеха. Изостала је подршка сасанидског племства, као и високог свештенства које није трпело његову толерантну политику према хришћанима и осталим верским заједницама. Нашао се потпуно усамљен и окружен непријатељима са свих страна. Тиме што је дао ухапсити непослушне племиће, себи је убрзао крај. У самој царској резиденцији у Ктесифону организована је завера против њега. Два његова шурака, Биндоје и Бистам, заробили су га и по древном обичају ослепели. Његовог сина Хозроја уздигли су на престо. То се догодило у фебруару, а нешто доцније Хормизд је преминуо од последица ослепљивања.

## Долазак Хозројана власт
Хозроје је покушао да се споразуме са вођом побуњеника, Бахрамом, који је био у близини Ктесифона када се збило горе поменуто. Пошто никако није могао да се погоди с њим, преостало му је ништа друго но да се припреми за борбу. Две војске су се састале код Хулвана (крајњи западни део данашњег Ирана), али се нису сукобиле. Увидевши да нема никаквих изгледа да порази Бахрама, Хозроје је био принуђен да се повуче натраг у Ктесифон, да би одатле кренуо ка Источноримском царству. Прашавши Еуфрат наишао је на једно светилиште у Киркезију, где је примљен срдачно. Одатле је послао писму цару Маврикију (582 — 602) тражећи од њега помоћ. Након што се консултовао са својим саветницима, Маврикије му је упутио формалан позив на двор, обећавши му да ће поступати с њим као с рођеним сином. Предвиђено је чак да ће бити пуштени и заробљени Персијанци.
Бахрам се са своје стране прогласио 9. марта 590. г за сасанидског цара. Знајући да је Хозроје избегао Маврикију, послао је изасланике византијском цару са захтевом да се не упушта у никакве преговоре са легитимним персијским царем. Обећао му је да ће, уколико остане неутралан, предати Нисибис и целу Месопотамију с десне стране Тигра. Са своје стране, Хозроје је обећао византијском цару Дару, Мартипољ, део Јерменије (другим речима, све оно што је Хозроје I освојио) и ослобађање од годишњег данка. У Цариграду мишљења су варирала од струје до струје. Сенат је захтевао од Маврикија да гледа државне интересе и пусти Персију да западне у анархију. Међутим, Маврикије је ипак одлучио да подржи легитимног цара и врати га на престо. На тај начин он је напустио дотадашњу западну политику немешања у унутрашње односе Сасанидског царства. Обезбедио је Хозроју 60.000 војника, као и злато да може финансирати трошкове похода. Ирански историчари процењују да је у питању 40 вагона злата.
Хозроје је упао у Персију из правца северозапада. Код Атропатене пришло му је 8.000 саваранаца (персијски:  = „онај који јаше коња“). Потом је ударио на Бахрамову војску предвођену војсковођом Бризацијем, у близини Еуфрата, према југозападу. Иако сами детаљи битке нису баш најјаснији, зна се да је Бризацијева војска потучена, а сам он је пао заробљеништва. Подлегао је на мукама које су приређене на прослави којој су присуствовали Византинци и присталице Хозроја. Могуће је да узрок Бризацијевог пораза лежи у томе што је био бројчано надјачан. То је зато што Бахрам за време ове војне никада није окупио целокупну снагу саваранаца, нити сељака-земљорадника (персијски:  = „онај који обрађује земљу“), што га је коштало пораза. Недуго потом пао је Ктесифон без икаквог отпора. Бахрам је на време изашао из града са остатком војске. Последњи пут је пружио оптор 591. године, са 40.000 војника у близини реке Баларат (Јерменија). Овога пута, на Хозројевој страни стајала је широка коалиција Византинаца, његових сасанидских присталица, Грузина и Јермена. И у случају ове битке појединости ваља узети са резервом, али пада у очи пресудан тренутак када је чак 6.000 Бахрамових најбољих саваранаца прешло на Хозројеву страну. То је и те како утицало на морал преостале Бахрамове војске: повлачење је прерасло у свеопште расуло. Бахрам није имао друге, па је пребегао Турцима. Хозроје је напокон повратио изгубљени престо. Заузврат, дао је Маврикију обећано: североисточну Месопотамију, већи део Јерменије и Кавкаске Иберије, укидање данка и толико жељени мир.

## Хозројев успон и пад
Посредовањем Маврикија, Хозроје је враћен на престо. Маврикијева подршка Хозроју осигурала је једно време мир између Византије и Персије. Цар је чак поверио свог старијег сина Теодосија персијском владару када га је угрозио Фока, а овај је са своје стране држао Грке за телесну гарду и оженио се његовом ћерком Маријом.
Међутим, када се Маврикијев убица Фока прогласио за цара, Хозроје је сазнавши за то дао византијског амбасадора бацити у тамницу. Потом је објавио Византији рат, наступајући као осветник убијеног цара. Заправо, стваран разлог била је тежња да се успостави некадашња моћ изгубљена миром из 591. г. Прве две године рата (603—605) прошле су једнолично, али је предност била несумњиво на страни Персијанаца. Године 605. отпочела је серија блиставих победа. Те године је пала Дара, јака тврђава са десне обале Еуфрата. Њеним падом сломљена је византијска погранична одбрана. Персијској војсци прокрчен је пут за Малу Азију. Запоседнути су Турабдин, Хесен-Кефас, Мардин, Кафертута и Амида (606), затим Кара, Ресена и Едеса (607), а напослетку (608) и Хијерапољ, Кенесерин, Берхеја (данас Алепо). Године 609. Персијанци су заузели Саталу и Теодосиопољ, опустошили Кападокију и угрозили Цезареју. Недуго потом заузели су Фригију и Галатију. Године 611. заузели су Антиохију и Апамеју, а Цезареја је након дуготрајне опсаде пала 612. године. Након тога, један за другим, уследили су падови Дамаска (613), Јерусалима (614), Пелузијума и Александрије (616). Халкедон је нападнут 616, а освојен наредне 617. године. Цариград се нашао директно угрожен са свих страна. Авари су подстицани да нападну из Тракије. Персија се простирала од Систана (источни Иран) до Босфора, и од Кавказа до Сијене (данас Асуан). Чак су се нека егејска острва, попут Родоса, потчинила њеној власти. Овај успех Хозроје је постигао захвљајући срчаношћу својих војника, али и Фокином лошем потезу при избору генерала који нису дорасли ситуацији и уклањању способног Нарзеса са места команданта.
Као што се дâ видети, непријатељство између Византије и Персије је настављено и онда када је Фоку свргнуо Ираклије (610), који је тежио мировном споразуму. Међутим, у јесен 622. године. Ираклије је у Јерменији поразио великог персијског војсковођу Шахрбараза, после чега је ослобођена Мала Азија. Рат је после кратког затишја поново избио 623. године, али је овога пута ратна срећа била је на страни Визнатије. Упркос задобијеном поразу од прошле године, Хозроје није хтео да склопи мир који би ишао њему у штету. Написао је Ираклију писмо пуно погрда, а чија адреса гласи: „Хозроје, љубимац богова, господар и краљ целе земље, син великог Армазда, своме слуги Ираклију, безумном и неваљалом“. Исте године Ираклије је, прешавши Кападокију, упао у Јерменију, где је разорио Двин и низ других градова. Потом се окренуо на југ напавши Ганзак, резиденцију првог сасанидског цара Ардашира. Године 626. Персијанци су прешли у напад. Цариграду је претила двострука опсада. Међутим, до персијске интервенције није дошло, а аварско-словенска војска претрпела је тежак пораз након чега се порала повући. Шахрбараз се морао повући са Халкедона и прећи у Сирију. Други Хозројев војсковођа, Шахин, у судару са Теодором, братом цара Ираклија, био је побеђен. На другом бојишту, у кавкаским у јерменским областима, ситуација се није одигравала ништа повољније по Персијанце. Персија се нашла пред инвазијом. До ње је дошло у јесен 627. године. Почетком децембра исте године у бици код Ниниве персијска војска била је уништена. Већ почетком следеће године напуштена резиденција персијског цара била је запоседнута.
Напослетку, услед низа пораза задобијених у борбама са Византинцима као и због остарелости и изнурености, Хозроје се одрекао добровољно престола у корист свог сина Мердаза. Међутим, Широје, његов најстарији син, предухитрио га је у томе. На челу неколицине завереника Широје је преузео власт од брата, а оца утамничио 25. и погубио 28. фебруара 628. године.

## Легат
Сасанидска Персија достигла је свој врхунац за време владавине Хозроја II, такође познатог и као Парвиз (Победник). Њему је пошло за руком да прошири царство на све оне области које су пре једанаест векова биле под Даријем Великим. Међутим, ово његово дело имало је за собом две негативне последице. Прва је била његов претеран осећај поноса и самоважности, што га је довело до тога да искида Мухамедово писмо и да себе замало не прогласи богом. Наиме, шесте године по Хиџри (628) Мухамед је послао писмо Парвизу позивајући га да се преобрати у нову веру. Хозроје је поцепао писмо и наредио Бадану, персијском намеснику у Јемену, да му доведу тобожњег пророка у Ктесифон (Желе да угасе свјетло Алахово устима својим, а Алах је Тај који усавршава свјетло Своје, макар мрзли невјерници. 61:8) Кад су Баданови људи пристигли Мухамеду, овај им је наводно рекао да је Хозроје избоден на смрт, да је његов трбух распорен баш онако као што је он, Хозроје, поцепао пророково писмо. Такође, прорекао им је да ће Персија пасти пред налетом муслимана. Друга последица је била његово отуђење не само од народа који је морао да сноси све тегобе рата и његове раскалашности, него и од његових најбољих људи којима дугује извојевани успех.
Међутим, попут свог деде, Хозроја I, и Хозроје II Парвиз је остао запамћен у иранском народном предању, али са доста другачијом репутацијом. Био је чувен по раскошности и неумерености у дворском начину живота, због чега је изнуђивао висок порез од својих поданика. Податке о царским лововима у којима је узело учешће стотину птица и осталих животиња, заједно са хиљаду соколара и робова, потврђује камени рељеф у Таквасану. Његова веза са прелепом јерменском принцезом Ширином, због које је дао изградити последњу велику персијску палату у Квасриширину (крајњи западни део данашњег Ирана), инспирисала је настанак чувене персијске љубавне приче Романсе о Хозроју и Ширини, коју су обрадили многи персијски песници. Ширина је била хришћанка, а Хозројева политика верске толеранције према хришћанским заједницама у Персији је била једна више него занимљива црта његове владавине.